# The Cup Final Mystery
Pour plus de détails, voir Fiche technique et Distribution.
The Cup Final Mystery est un film britannique de Maurice Elvey sorti en 1914.

## Synopsis
Mélodrame incluant des scènes de match du club anglais de Crystal Palace FC.

## Fiche technique
- Titre : The Cup Final Mystery
- Réalisation : Maurice Elvey
- Production : Motograph
- Durée : 43 minutes

## Distribution
- Fred Groves : Joe Archer
- Joan Morgan : Delia Keen
- Douglas Payne : Charles West
- Elisabeth Risdon : Lizzie Keen